# اکسو، ایسپاراتا
اکسو، ایسپاراتا (به لاتین: Aksu, Isparta) یک سکونتگاه مسکونی در ترکیه است که در استان اسپارتا واقع شده‌است.